# Bihár
Bihár je stát ležící ve východní Indii. Hlavním městem je Patna. Je dvanáctým největším státem Indie s rozlohou 94 163 km2, a na třetím místě v počtu obyvatel. Na západě sousedí s Uttarpradéšem, na severu s Nepálem, na východě se severní částí Západního Bengálska a na jihu s Džharkhandem. Bihárská planina je rozdělena do dvou částí řekou Ganga, která teče ze západu na východ.
V roce 2000 se jižní část státu oddělila od Biháru a vznikl tak nový stát Džhárkhand. Okolo 85 % populace žije na venkově. Téměř 58 % populace je mladší než 25 let, což je vyšší podíl mladých obyvatel, než v kterémkoli jiném státu v Indii. Úředními jazyky jsou hindština, urdština a maithilština. Ostatními jazyky jsou bhojpurština, magahijština, bajjikština a angikština, magahi, bajjik a angikiština.
Bihár byl centrum síly, vzdělání a kultury ve starověké a klasické Indii. Z Magadhy vznikla první indická říše, Maurjovská říše, stejně jako jedno z hlavních světových náboženství – buddhismus. Magadhaská říše, zejména za vlády Maurijské a Guptské dynastie, sjednotila velkou část jižní Asie pod centrální vládu.
Od konce 70. let 20. století Bihár zaostává za ostatními indickými státy hlavně v oblasti sociálního a ekonomického rozvoje. Ekonomové a sociologové tvrdí, že je to v důsledku politiky ústřední vlády, jako je nákladná vyrovnávací politika, apatie Biháru a dohody o Trvalém osídlení z roku 1793 s britskou Východoindickou společností. Státní vláda však již učinila významné kroky pro rozvoj státu. Zlepšení vlády a změna politiky vedli k obnově ekonomiky státu prostřednictvím zvýšených investic do infrastruktury. Také se zlepšila zdravotnická péče, je kladen větší důraz na vzdělání a v neposlední řadě došlo ke snížení trestné činnosti a korupce.

## Geografie
Bihár je jeden z nejdůležitějších států východní Indie. Jeho geografická poloha je určena souřadnicemi 24° 20' 10" až 27° 31' 15" severní šířky a 83° 19' 50" až 88° 17' 40" východní délky. Rozkládá se na území o rozloze 94 163 km2. Průměrná nadmořská výška je 53 m n. m.
Na severu sousedí s Nepálem, zatímco na ostatních světových stranách jsou jeho sousedy indické státy Džarkhand (jih), Západní Bengálsko (východ) a Uttarpradéš (západ).
Topograficky můžeme Bihár rozdělit na tři regiony: severní hornaté oblasti, Indoganžská nížina a jižní náhorní plošina. Severní hornaté oblasti se skládají ze Someshwaru a pahorků Dun v severovýchodním kraji Champarn. Tyto pahorky jsou větví Himálajského komplexu. Směrem na jih se nachází oblast Tarai, která tvoří bažinatý, bahnitý a řídce osídlený region.
 Indogandžská nížina v Biháru je rozdělena od severu k jihu řekou Ganga. Severní část indoganžské nížiny leží na jih od Tarai. Tato úrodná náplavová oblast je dílem různých himálajských a poloostrovních řek jako Gandak, Budhi Gandak, Koshi, Mahananda, Bagmati, Gogra, Son a ostatních malých řek a říček. Jižní část Indoganžské nížiny má také pahorky, ty však podléhají kontinentálním erozím řekami, které touto oblastí protékají.
Dále na jihu Biháru leží oblastní planiny, které tvoří Kimurská náhorní plošina na západě a Chota Nagpurská náhorní plošina na východě.

### Klima
Celý Bihár leží v subtropické oblasti mírného pásu a klima se řadí do subtropického monzunového klimatu, a to kvůli několika faktorům. Prvním je poloha Biháru. Na severu území zase velmi ovlivňuje rozložení monzunových srážek Himálajské pohoří.

#### Zima
Chladné počasí začíná v listopadu a končí v polovině března. V říjnu a listopadu je klima příjemné. Dny jsou chladné, ale jasné s hřejivým teplem od slunce. Teploty však velmi rychle klesají, jakmile slunce zapadne. Noci jsou tedy studenější než dny. V listopadu se teploty pohybují kolem 21 °C, zatímco v prosinci klesají na průměrných 17 °C. Teploty postupně klesají, nejníže se dostávají v lednu, který je nejstudenějším měsícem v roce. Průměrná teplota v lednu je 16 °C, ale může klesnou až na 4 °C. V březnu už jsou dny příjemné. Během zimy přichází mírné deště, kdy v průměru spadnou 3–4 mm srážek.

#### Léto
Léto trvá od dubna až do poloviny června. Teploty postupně rostou v důsledku vlivu západních větrů. V dubnu se teploty pohybují kolem 30 °C, v květnu je to již 35 °C, ale mohou dosahovat až 42 °C. Květen je tedy nejteplejším měsícem roku. Léto v Biháru, stejně jako v dalších indických severních státech, se vyznačuje prachovými bouřkami, bouřkami s hromy a blesky a prachovými větry. Prachové bouře se vykytují v květnu a jejich rychlost se pohybuje mezi 48 km/h až 64 km/h. Horké větry nazývané „loo“ foukají skrz náhorní planiny od dubna do května rychlostí 8–16 km/h. Dešťové srážky jsou v létě nízké, s průměrem 45 mm.

#### Období monzunových dešťů
Období monzunových dešťů začíná po konci léta a trvá do konce září. S příchodem tohoto období klesají teploty a zvyšuje se vlhkost vzduchu. Začátek monzunu není však striktně daný, protože záleží pouze na tom, kdy přijde monzunový vítr z Bengálska. V červnu naprší v průměru 185,5 mm srážek, v červenci až 340 mm, v srpnu množství srážek mírně klesne na 295 mm. Teploty se v tomto období pohybují kolem 31 °C.

### Fauna a flóra
Z celkové rozlohy Biháru tvoří 7,2% (6 764,14 km2) zalesněné území. Himálajské úpatí a pohoří Dun v Champaranském kraji tvoří pás s listnatými lesy. Srážky se ročně pohybují kolem 1600 mm. Běžné stromy, které můžeme v této oblasti nelézt jsou damarovník obrovský (Shorea Robusta), česnekovník vonný (toona ciliata), kapara (Capparis decidua) a bombax (Semal). Listnaté lesy se vyskytují také v krajích Saharsa a Purnia.
Národní park Valmiki, který leží v kraji Champaran a disponuje rozlohou 800 km2, je 18. největší tygří rezervací v Indii a na 4. místě z hlediska hustoty tygří populace. Dále v Biháru žije delfínovec ganžský, který se řadí mezi nejohroženější savce regionu.

## Demografie
Po sčítání lidu v roce 2011 byl Bihár třetím nejlidnatějším státem v Indii s celkovým počtem obyvatel 103 804 637. Poměr obyvatel podle pohlaví je 895 žen na 1000 mužů. Mezi lety 2001 a 2011 vzrostl počet obyvatel o 25,1 %. Hustota obyvatel je v průměru 1 102 ob./km2. Tento údaj znamená, že Bihár má ze všech indických států největší hustotu zalidnění a dokonce třikrát větší, než je průměr celé Indie. Celková gramotnost je 61,8 %, z toho 71,2 % u mužů a 55,5 % u žen.
Pouze 11,1 % populace žije ve městech, zbytek obyvatelstva se zaměřuje spíše na venkovní oblast. Míra urbanizace je tedy velmi nízká, Bihár patří mezi nejméně urbanizované státy Indie, protože je výrazně nižší, než je celostátní průměr 31,2 %.

### Jazyky
Oficiálními úředními jazyky jsou hindština, urdština a maithilština . Ostatní jazyky, se kterými se lze v Biháru setkat, jsou bhojpurština, magahijština, bajjikština a angikština.
Urdština, která je mateřským jazykem muslimů, je po hindštině sekundárním oficiálním jazykem. Teprve nedávno byla maithilština zahrnuta mezi úřední jazyky, ale její používání je velmi malé, až zanedbatelné. V současné době jsou indickou vládou všechny bihárské jazyky považovány za jednu z pěti podskupin hindštiny, ačkoli maithilština byla vyhlášena samostatným jazykem. Bihárské jazyky jsou považovány za odvozeniny z jazyka státu Magadha.
Přesný počet lidí mluvících jednotlivými bihárskými jazyky nelze přesně určit. Většina jazyků, samozřejmě vyjma tří úředních, není uznávána indickou vládou. Hindština se používá hlavně ve vzdělávání a pro úřední záležitosti, nejčastěji se s ní setkáváme v městských oblastech.

### Náboženství
V Biháru je každý aspekt života spojen s náboženstvím a jeho projevy vidíme skoro na každém rohu. Svatyně se nacházejí úplně všude a náboženské symboly a obrazy božstev můžeme nalézt na většině veřejných míst.
Hinduismus je hlavním náboženstvím Biháru, hlásí se k němu přes 80 % obyvatelstva. Většina svátků a slavností pramení z něho. Některé se slaví po celém státě, jiné jenom v určitých oblastech. Bihár je velmi rozmanitý, různé regiony i náboženství mají důvody k oslavám během celého roku. Kalendář je plný všemožných slavností, svátků a veletrhů všech komunit, přičemž většina z nich je uznávána státním svátkem.
Ze zbytku obyvatelstva se v 16 % hlásí k islámu, zbylé asi 0,3 % zahrnují ostatní náboženství.

### Vzdělání
V historii byl Bihár hlavním centrem vzdělání, domovem antických univerzit v Nalandě (založeno v roce 450 n. l.), Odantapuře (založeno v roce 550 n. l.) a Vikramashile (založeno v roce 783 n. l.). Tato tradice učení byla přerušena Tureckou invazí v roce 1000 našeho letopočtu. Jejím důsledkem byla hlavní vzdělávací centra (která jsou nyní udržována komunitou buddhistických mnichů) vyřazena z provozu během tureckých nájezdů, které přicházely ze střední Asie. Současný stav vzdělání a výzkumu není uspokojivý, i když současná vláda státu poukazuje na velké úspěchy školního vzdělání.
Šance k obnově vzdělávacího systému přišla během nadvlády Británie nad Indií. V roce 1917 byla založena univerzita v hlavním městě Patna, která je sedmou nejstarší univerzitou na indickém subkontinentu. Mezi další centra vyššího vzdělání založeného Brity patří Patna Collage (založena v roce 1839), Bihar School of Engineering (založena v roce 1900, známá jako National Institute of Technology v Patně), Prince of Wales Medical College (vznik v roce 1925, teď Patna Medical College and Hospital) a Science College v Patně (1928) a další.
Po získání nezávislosti došlo k zpomalení tempa. Současný Bihár má nedostatečnou vzdělávací infrastrukturu, která vytváří velký nesoulad mezi poptávkou a nabídkou. Tento aspekt je ještě umocněn rostoucími ambicemi lidí a zvyšováním počtu obyvatel. Touha po vysokoškolském vzdělání vedla v masivní emigraci studentské komunity do jiných států.
V době vzniku nezávislosti bylo v Biháru gramotných pouze 4,22 % žen. V dnešní době je to už přes 53 % a vláda se to snaží ještě zvyšovat zakládáním vzdělávacích institucí.
Nejvíce talentovaní inženýři pocházejí z Dillí, Biháru a Jharkhardu. To dělá Bihár jedním ze tří států produkujících nejlepší absolventy technických oborů z hlediska kvality a pracovního uplatnění.
Od prosince 2013 existuje sedm státních inženýrských vysokých škol ve veřejném sektoru a dvanáct inženýrských škol v sektoru soukromém, mimo jiné vládou podporovaný BIT Patna a Women's Institute of Technology v Darbhangze. Vysoké školy můžeme nalézt v těchto městech: Muzaffarpur, Bhágalpur, Gaja, Darbhanga, Motihari, Nalanda a Saran (Chhapra). Všechny instituce jsou uznávány Indickou radou pro technické vzdělání (AICTE), která je přidružena k Aryabhatta Knowledge University (AKU). Základní kámen osmé inženýrské školy, pojmenované Ramdhari Singh Dinkar Engineering College, byl položen 22. prosince 2013 v Begusarai.
NIT Patna je šestou nejstarší inženýrskou vysokou školou v Indii. Původ této školy lze vysledovat až do roku 1886, kdy byla založena. V roce 1900 byla přejmenována na Bihar College of Engineering. Studijní osnovy byly představeny v roce 1924.

## Ekonomika
Ekonomika Biháru je nejvíce orientovaná na poskytování služeb, ale významný podíl má zemědělství, na rozdíl od průmyslu, který je zastoupen velmi málo. Procentuálně můžeme podíl jednotlivých sektorů popsat takto: 22 % primér, 5% sekundér a až 73 % terciér.
Bihár má jedno z nejnižších HDP na obyvatele v celé Indii. V letech 2013–2014 to bylo přibližně 59400000000 $, což znamená asi 1,47 trilionu českých korun.

### Zemědělství
Stát je obdařen bohatou biodiverzitou. Zemědělství poskytuje dostatek surovin pro průmyslové odvětví. Zároveň je Bihár třetím největším producentem zeleniny a čtvrtým největším producentem ovoce v Indii. Z ovoce se pěstuje například litchi, s produkcí přibližně 280 000, což tvoří 71 % národní produkce Indie. Dále je to makhrana, guava, banány nebo mango. Ze zeleniny to jsou rajčata, brambory, zelí, ředkvičky, mrkev nebo cibule. Mezi další zemědělské plodiny pěstované zde řadíme rýži, pšenici, jutu, kukuřici, cukrovou třtinu.

### Průmysl
Hádžípur, ležící blízko Patny, zůstává hlavním průmyslovým městem Biháru. S Patnou je spojen mostem přes řeku Gangu.
Ministerstvo financí má největší prioritu vytvářet příležitosti pro společnosti jako je Reliance Industries Limited, která je vlastníkem spousty firem po celé Indii. Dále se snaží podporovat malá průmyslová odvětví, zlepšit IT infrastrukturu nebo vybudovat rychlostní silnice.

#### Cukrovarnický průmysl
Cukrovarnický průmysl a s ním firma Bihar Sugar Industry vzkvétá díky vládě, která se snaží toto odvětví oživit. Bihár je velmi vhodný pro pěstování cukrové třtiny. Výhodou tohoto průmyslu je, že poskytuje mnoho pracovních míst, zejména pro lidi žijící ve venkovských oblastech. Dále poskytuje možnosti dopravy a komunikace, a tím pomáhá rozvoji venkova prostřednictvím mobilizace venkovských zdrojů. Celkový počet cukrovarů v Biháru je 28, z nichž pouze 9 je funkčních. Můžeme je nalézt ve městech Samastipur, Gopalganj, Sitamarhi, West Champaran, Chorma, Dulipati a Supaul. Plocha, na které se cukrová třtina pěstuje, zaujímá 230 000 hektarů.
Odvětví můžeme rozdělit do dvou skupin – neorganizovaný sektor, který zahrnuje výrobu tradičního sladidla, a organizovaný průmysl, kam patří již zmíněné pivovary.

#### Pivovarnický průmysl
Bihár má zastoupení v pivovarském průmyslu. Mezi největší pivovarské firmy patří United Breweries Group, Danish Brewery Company, Carlsberg Group a Cobra Beer.

#### Kožedělný průmysl
Stát je velmi bohatý na chov skotu. V Biháru existuje přes 50 tisíc obuvnických řemeslníků. Koželužny se řadí do soukromého sektoru.

#### Textilní průmysl
Celkový počet tkalců v Biháru je více než 90 tisíc. Bhágalpur je známý jako město hedvábí. Hlavním centrem tkaní je město Gaja.

## Doprava

### Silnice
Bihár má rozsáhlou síť státních silnic. Celkem je zde dvacet devět státních dálnic s celkovou délkou 2 910 km a množství dalších silnic o délce 3 766 km. Bihárský státní podnik rozvoje cestovního ruchu provozuje nadstandardní a luxusní autobusy, které vás dovezou do všech významných míst v Biháru. K dispozici jsou mimo jiné i auta na půjčení nebo taxi služby. Bihár má nyní lepší silnice, služby a hotely než dříve.

### Železnice
Bihár je velmi dobře propojen se zbytkem Indie pomocí železničních tratí. Většina měst je vzájemně propojena mezi sebou. Zároveň jsou napojena na města jako je Kalkata, Dillí nebo Bombaj. Patna, Muzaffarpur, Darbhanga, Katihar, Barauni, Chhapra, Bhágalpur a Gaja jsou železničně nejlépe propojená bihárská města.

### Vodní doprava
Bihár byl připojen pomocí Námořní národní cesty č. 1, která vznikla v říjnu 1986. Tato vodní cesta má pevné stanice ve městech Haldia, BISN (Kolkata), Pakur, Farrakka a Patna. Mají i plovoucí stanice ve městech Haldia, Kalkata, Diamond Harbour, Katwa, Tribeni, Baharampur, Jangipur, Bhágalpur, Semaria, Doriganj, Ballia, Ghazipur, Varanasi, Chunar a Allahabad.

### Letecká doprava
Letiště v Patně je připojeno k Dillí, Bombaji, Kalkatě, Lucknowu a Ranchi. Řadíme ho do kategorie mezinárodního letiště s omezením, s celními úlevami pro příjem mezinárodních charterových letů. Letiště v Gaye je malé mezinárodní letiště napojené na města Colombo, Singapur, Bangkok a další. Hlavními leteckými společnostmi, které využívají k provozu letiště v Patně, jsou Air Deccan (Delhi, Kalkata), Jetlite (Delhi, Kalkata, Bombai, Ranchi), Indian (Delhi, Ranchi) a Jet Airways (Delhi).

## Vláda

Rozdělení Biháru na okresy

Vláda Biháru, známá jako státní vláda, je nejvyšším řídícím orgánem indického státu Bihár. Bihár je rozdělen do devíti divizí, které se skládají z třiceti osmi okresů. V čele stojí guvernér. Vláda se zabývá soudnictvím, legislativou a výkonnou mocí.
Stejně jako v ostatních indických státech je hlavou státu Bihár guvernér, kterého jmenuje indický president podle rady ústřední vlády. Guvernér má spíše reprezentativní funkci. Předseda vlády je hlavou státu a má na starost většinu výkonných pravomocí.
Vrchní soud, který se nachází v hlavním městě Patna, má pravomoce pro celý stát.
Legislativní struktura Biháru je dvoukomorová. Dolní komora poslanecké sněmovny se schází v Bihar Vidhan Sabha, zatímco horní komora v Bihar Vidhan Parishad.

## Cestovní ruch
Bihár je jedním z nejdéle osídlených míst světa, s historií sahající až 3000 let zpátky. Bohaté kulturní dědictví Biháru je zřejmé z nesčetných starobylých památek, které jsou rozmístěny po celém státě. Najdeme zde spoustu turistických atrakcí, které navštíví ročně až 24 milionů turistů z celého světa.
Bihár patří mezi jedno z nejposvátnějších míst, setkáme se zde hned s několika náboženstvími jako je hinduismus, buddhismus, jainismus, sikhismus a islám. Mnoho turistických cest sem proto vede kvůli návštěvě některé z náboženských poutí. U hinduismu to jsou poutě do města a chrámů Mahavir Mandir, Sitamarhi a Madhubani. Pro stoupence buddhismus patří k nejposvátnějším místům chrám Madabodhi Temple, který lze nalézt dokonce na seznamu světového dědictví UNESCO.
V Biháru se nachází také spousta archeologických lokalit. Z výkopů můžeme jmenovat např. Agam Kuan nebo Kumhrar. Do středověkých lokalit řadíme Vishnupada Temple, Mahabodhi Temple nebo Pataliputra. Jako poslední jsou pevnosti Rohtasgarh, Sasaram nebo Maner.
Mezi významné budovy a stavby řadíme Golghar, což je sýpka, která byla postavena v roce 1786. Další je Muzeum v Patně, které je zároveň státním muzeem. Vzniklo v roce 1917 během britské vlády a lze zde nalézt historické artefakty, které byly nalezeny v blízkosti hlavního města. Za zmínku stojí i Mahatma Gandhi Setu, most, který vede přes řeku Gangu a spojuje města Patna a Hajipur. Dlouhý je 5,75 km a v provozu je od května 1982.

## Kultura

### Hudba
Bihár přispěl k vzestupu indické vážné hudby díky hudebníkům jako je Ustad Bismilláh Khan nebo dhurpadským zpěvákům jako je Malliks nebo Mishras. Bihár má, jako každý stát, tradici lidových písní, které se zpívají při významných rodinných příležitostech, jako jsou svatby nebo narození nového člena rodiny, či na festivalech. Písně jsou nejčastěji zpívány skupinou zpěváků bez pomoci hudebních nástrojů, i když příležitostně jsou používány bubny dholak nebo tabla, dechový nástroj basuri a klávesový nástroj harmonium. Bihár má také tradici živých Holi písní, známých jako “Phagua”, vyznačujících se svými zábavnými rytmy. Během 19. století došlo ke vzniku smutných her a písní, které se staly populární zejména v oblasti Bhojpur.

### Média
Bihar Bandhu byly první hindské noviny publikované v Biháru. Vznikly v roce 1872 a založil je Keshav Ram Bhatta, maráthský bramák, který se usadil v Biharsharifu. Hindská žurnalistika v Biháru, zvláště v Patně, mohla činit pouze male kroky, a to kvůli nedostatku úcty k hindštině mezi lidmi. Mnoho hindských časopisů se zrodilo a po nějakém čase zase zaniklo, spousta z nich byla odložena již ve fázi plánování. Ale když došlo k ustanovení hindštiny jako oficiálního státního jazyka, a ta díky tomu začala pronikat i do odlehlých oblastí Biháru, hindská žurnalistika tím získala podporu a víru ve svou budoucnost.
Urdská žurnalistika a poezie má naopak slavnou minulost. Mnoho básníků jako je Shaad Azimabadi, Kaif Azimabadi, a Kalim Ajiz nebo světoznámý rozhlasový hlasatel Shanurahman, pochází z Biháru. Mnoho urdských deníků – jako je Qomi Tanzim a Sahara – je publikováno v Biháru. Dále zde vychází urdský měsíčník Voice of Bihar, který je první svého druhu a je velmi populární mezi lidmi, kteří mluví urdsky.
Začátek 20. století zaznamenal řadu nových a pozoruhodných publikací. Měsíčník s názvem Bharat Ratna vznikl v Patně roku 1901. Za ním následovaly Ksahtriya Hitaishi, Aryavarta z Dinapure, Udyoga a Chaitanya Chandrika. Udyog byl sestaven Vijyaanandem Tripathym, svého času známým básníkem, Chaitanya Chandrika je zase z dílny Krishna Chaitanya Goswami, literárního symbolu té doby.
Hindustan, Dainik Jagran, Aaj, Nayee Baat a Prabhat Khabar jsou některé z hindských novin, které můžeme v Biháru nalézt. Národní anglické deníky jako The Times of India, Hindustan Times, Navbharat Times, The Telegraph a The Economic Times mají čtenáře pouze v městských oblastech.

### Divadlo
Divadelní činnost v Biháru provozují Bidesia, Reshma-Chuharmal, Bihula-Bisahari, Bahura-Gorin, Raja Salhesh, Sama Chakeva a Dom Kach. Tato divadla bychom našli u v regionu Anga v Biháru.
Divadelní činnost byla v minulosti pouze amatérská. Změna nastala v roce 1960, kdy, stejně jako v jiných oblastech Indie, začalo fungovat moderní Hindské divadlo. Satish Anand, herec a režisér, je zakladatelem tohoto divadla. Také je známý jako udavatel trendu moderního indického divadla. V roce 1962 založil v Patně Satish Anand divadelní skupinu Kala Sangam.
Produkce divadelní hry Adre-Adhure v roce 1973 byla považována za velkou událost v kulturní historii Biháru, je to takzvaná “renesance divadla”.
Dramatik Kala Sangam je průkopníkem bihárského Hindského divadla a předních divadelních skupin v Indii. Patna se stala jedním z nejaktivnějších divadelních center Indie od 70. do 90. let 20. století. První divadelní festival a první divadelní seminář uspořádal Kala Sagam v roce 1978. Zde představil svých pět her Andha Yug, Ashadh Ka Ek Din, Lahron Ke Rajhans, Ballabhpur Ki Roopkatha a Singhasan Khali Hai. Vynikající divadelní kritik Dhyneshwar Nadkarni, poté, co sledoval hry Kala Sangama v roce 1979, napsal do Economic Times článek a lidé potom uznali, že novou tvář divadlu dal právě tento dramatik.
V roce 1984 Satish Anand vyvinul nový divadelní idiom “Bidesia Style”, jako označení pro moderní indické divadlo, kde se používaly původní divadelní prvky Biháru.

### Kuchyně
Hlavními jídly jsou roti, dal, chawal, sazbi a achar. Připravují se z čočky, pšeničné mouky, rýže, zeleniny a nálevu. Pro bihárskou kuchyni je typický hořčičný olej. Kchindi je vývar z rýže a čočky ochucený kořením a podávaný s několika doprovodnými položkami, představuje sobotní polední jídlo pro většinu bihárských obyvatel. Oblíbené jídlo mezi Bihárci je litti-chokha. Litti se skládá ze sattu a chokha je vyroben z brambor, rajčat a brinjalsu.
Chitba, pitthow, tilba a chedwa jsou speciálními jídly z regionu Anga a jsou připravována hlavně z rýže, Kadhi Bari je velmi oblíbené jídlo a skládá se ze smažených knedlíků z besanu, které jsou vařené v pikantní omáčce z jogurtu. Tento pokrm se velmi dobře hodí jíst s rýží
Bihár nabízí širokou škálu sladkých pochoutek, které jsou na rozdíl od těch z Bengálska, většinou sušené. Patří mezi ně anarasa, belgrami, chena murki, motichoor ke ladoo, kala jamun, kesaria peda, khaja, khurma, khubi ki lai, laktho, parwal ki mithai, pua & Mal pua, thekua, murabba a tilkut. Mnohé z nich pocházejí z měst, která leží v blízkosti hlavního města Patna. Tradičními slanými pochoutkami a zákusky, populárními v Biháru, jsou chiwra, dhurska, litti, makhana a sattu.
Vařená rýže se jí především k obědu, indický chléb zvaný roti k večeři a snídani. Jídlo je jak vegetariánské, tak i nevegetariánské. Machchak jhor je speciální rybí kari z horčičné pasty, typické pro oblast Mithila. Maus je obecně skopové nebo kuřecí maso v pikantní omáčce. Kankorak chokha je kaše připravená z upraženého kraba. Dokak jhor je dušené ústřičné maso vařené s cibulovou omáčkou.
Ryby vařené v kořeněné hořčičné omáčce známé jako machak jhor, jsou typické pro region Mithila. Kuchyně tohoto regionu je velmi podobná bengálské kuchyni.

### Festivaly
Svátky a slavnosti mají velkou tradici v Indii již od nepaměti. Od národních svátků, až po ty sociální, kdy se všichni lidé sejdou, aby alespoň na chvíli zapomněli na rozdíly mezi sebou. Slavnosti rozbíjejí jednotvárnost každodenního života a inspirují nás v podpoře lásky a bratrství, a v práci pro pozvednutí společnosti. Bihár, který je také součástí Indie, není žádnou výjimkou a má velmi dlouhý seznam svátků a slavností.

#### Chhatth Puja
Chhatth je starověká hinduistická védská slavnost věnovaná hinduistickému bohu slunce Surya a bohyni Chatthi Maiya. Chatth Puja se provádí za účelem poděkování Suryovi za udržení života na Zemi a žádostí o splnění přání. Slaví se dvakrát do roka, jednou v březnu a podruhé v listopadu.

#### Pitri Paksha Mela
Pitri Paksha Mela je 15denní veletrh, který každoročně probíhá na břehu řeky Falga v městě Gaja, během období Pitru Paksha. Podle odhadů bihárského Oddělení cestovního ruchu navštíví tento festival ročně až 75 milionů poutníků.

#### Sama Chakeva
Sama Chakeva, nebo Sama Chakeba, je důležitý svátek v severním indickém státě Bihár dodržovaný hlavně u populace mluvící maithlištinou. Je slaven v listopadu a zahajuje ho stěhování ptáku z Himálaje do Indie. Slavnost zahrnuje lidové divadlo a písně, oslavuje lásku mezi bratry a sestrami a je založena na líčení v Puranas. Legenda vypráví příběh Samy, dcery Krišny, která byla falešně obviněna z porušení zákona. Její otec ji potrestal tím, že ji proměnit v ptáka. Ale láska a oběť jejího bratra Chakeva nakonec umožnila dívce získat zpět lidskou podobu.

#### Holi
Holi neboli slavnost barev připadá na úplněk v březnu. Je to první slavnost v hindském kalendáři a oslavuje plodnost a dobrou úrodu. V předvečer této slavnosti lidé zapalují vatry, do ohně pak vkládají dřevo ze stromu Araad nebo Holika, zrna z čerstvé sklizně a listy ze stromů. Děti a mládež pak následující den hrají hry s použitím barev. Jsou to radostné chvíle pro lidi všech věkových kategorií.

#### Bihula
Bihula nebo Bishahri je prominentní svátek, který se slaví ve východním Biháru. Známý je především v Bhágalpuru a přilehlých oblastech. Tento svátek je oslavován v srpnu. Lidé se modlí k bohyni Mansa za blaho své rodiny.